# Porto Santo

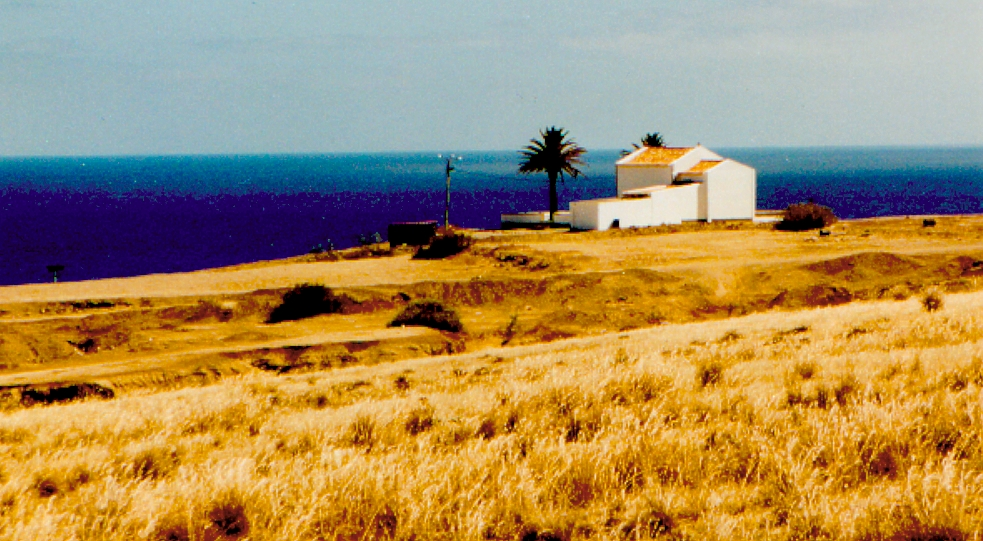

Porto Santo (uttalas ['poɾtu 'sɐ̃tu]) är den näst största ön (42,17 km²) i ögruppen Madeira i norra Atlanten, omkring 50 kilometer nordöst om ön Madeira. Öns huvudort heter Vila Baleira (uttalas ['vilɐ bɐ'lɐiɾɐ]).